# Condado de Mecklenburg (Carolina do Norte)
O Condado de Mecklenburg (em inglês:  Mecklenburg County) é um dos 100 condados do estado americano da Carolina do Norte. A sede e maior cidade do condado é Charlotte. Foi fundado em 1762.

## Geografia
De acordo com o United States Census Bureau, o condado possui uma área de 1 414 km², dos quais 1 357 km² estão cobertos por terra e 57 km² por água.

## Demografia
Segundo o censo nacional de 2010, possui uma população de 919 628 habitantes, e uma densidade populacional de 677,8 hab/km². É o condado mais populoso da Carolina do Norte e o 49º mais populoso dos Estados Unidos.

## Localidades
O condado possui 9 localidades incorporadas, sendo 1 cidade e 8 vilas.

### Cidade
- Charlotte (sede do condado)

### Vilas
- Cornelius
- Davidson
- Huntersville
- Matthews
- Mint Hill
- Pineville
- Stallings
- Weddington

### Comunidades não incorporadas
- Caldwell
- Hopewell
- Mountain Island
- Prosperity Village Area
- Sterling

### Municipalidades
- Berryhill
- Charlotte
- Clear Creek
- Crab Orchard
- Deweese
- Huntersville
- Lemley
- Long Creek
- Mallard Creek
- Morning Star
- Paw Creek
- Pineville
- Providence
- Sharon (extinta)
- Steele Creek